# Siergiej Skorych
Siergiej Skorych (ur. 25 maja 1984 w Pietropawłowsku) – kazachski piłkarz, grający w klubie Szachtior Karaganda. Występuje na pozycji pomocnika.